# François Lebeau
François Lebeau (Lieja, 1827) fou un compositor belga.
Va compondre una òpera, Esmeralda, que va fer representar a Lieja al voltant de l'any 1856, i després a Anvers i Brussel·les.